# ميلريت
ميلريت هو معدن من معادن النيكل، ويتكون كيميائياً من كبريتيد النيكل NiS، ويوجد عادة على هيئة بلورات إبرية صفراء نحاسية.
وصف هذا المعدن لأول مرة سنة 1845 من الجيولوجي فلهيلم فون هايدنغر من عينات استحصلها من الجانب التشيكي من جبال الخام؛ وأطلقت عليه هذه التسمية نسبةً إلى العالم وليام ميلر.